# Cleome lipskyi
Cleome lipskyi är en paradisblomsterväxtart som beskrevs av Popow. Cleome lipskyi ingår i släktet paradisblomstersläktet, och familjen paradisblomsterväxter. Inga underarter finns listade i Catalogue of Life.